# Hydraena damascena
Hydraena damascena är en skalbaggsart som beskrevs av Maurice Pic 1910. Hydraena damascena ingår i släktet Hydraena och familjen vattenbrynsbaggar. Inga underarter finns listade i Catalogue of Life.